# Xu Jian (softballistka)
Xu Jian (chiń. 徐健; pinyin Xú Jiàn; ur. 27 lipca 1970) – chińska softballistka występująca głównie jako pinch hitter, medalistka olimpijska.
Dwukrotna olimpijka (IO 1996, IO 2000). Wraz z drużyną osiągnęła srebrny medal w Atlancie i zajęła czwarte miejsce podczas igrzysk w Sydney, występując kolejno w ośmiu i pięciu spotkaniach.
Zdobyła złoty medal Igrzysk Azjatyckich 1998.